# BAJI-R
BAJI-R（バジアール）は、日本のバンド。1995年から2000年にかけて活動していた。

## メンバー
- 中沢晶（Vocals）

5月18日生まれ。血液型AB型。和歌山県出身。
BA-JI結成前より スターダストプロモーションに所属しており中畑幾久子として活動。1990年、ワニブックス『UP to boy』誌上のコンテスト『WHO‘S ミスアップ』にて、ミスアップNo.18に選ばれる。1991年に『恋のナースステーション』(1991年)で歌手デビュー。これより前、1990年に『ニューヨーク恋物語II』にて「戸上麻里」役でドラマデビュー。
幾久子という名前は「幾久しく美しい子になりますように」と祖母が付けてくれたという。
このデビュー当時から「自分のバンドを持ちたい」願望があったと話している。
活動休止後はスターダストを離れ織田哲郎の事務所に在籍しクリエーターとして活動。
- 今村啓一（Guitars）
- 田村滋（Bass）
- 梶原嵩史（Drums）

## 概要
1995年、「BA-JI」名義でビーイング系レーベルZAIN RECORDSよりミニアルバム「とりあえず。」でデビュー。J-POPにレゲエ等を融合させた独自のサウンドが特徴で、特にアルバムにおいてそのカラーを強く出していた。1996年に発売した「遊びに行こうよ」がスマッシュヒットし活動は順調と思われたが、2枚目のシングル「青い風」リリース後突然活動を一時停止する。
1998年にレコード会社移籍、同時にバンド名を「BAJI-R」に改め復活するも2000年に解散となった。

## ディスコグラフィー

### シングル
|   | 発売日        | タイトル           | c/w                             | 収録アルバム                   | 規格品番・備考            |
| - | ------------- | ------------------ | ------------------------------- | ------------------------------ | ------------------------- |
| 1 | 1996年2月12日 | 遊びに行こうよ     | 夢がなくて悪かったネ（脱力MIX） | バジの素(#1)、とりあえず。(#2) | ZADL-1051                 |
| 2 | 1996年8月5日  | 青い風             | ベイビー                        | －                             | ZADL-1063                 |
| 3 | 1998年8月1日  | 幸せになろう       | 熱愛のススメ                    | R(#1)                          | AIDT-5010                 |
| 4 | 1998年10月1日 | 明日の地図         | デリシャス!                     | R(#1)                          | AIDT-5017                 |
| 5 | 1998年12月2日 | 「愛してる」       | 恋の無人島                      | R(#1)                          | AIDT-5028                 |
| 6 | 1999年3月25日 | paradise           | ミレンバルーン                  | R(#1)                          | AIDT-5036                 |
| 7 | 2000年5月24日 | 白い月のタンバリン | 薄紫/あぶく/甘い夢/電脳恋愛     | －                             | AICT-1231 5曲入りシングル |

### アルバム
|   | 発売日        | タイトル     | 規格品番               |
| - | ------------- | ------------ | ---------------------- |
| - | 1995年8月28日 | とりあえず。 | ZACL-1028 ミニアルバム |
| 1 | 1996年4月1日  | バジの素     | ZACL-1030              |
| 2 | 1999年5月21日 | R            | AICT-1070              |

## タイアップ一覧
| 使用年     | 楽曲                   | タイアップ                                             | 初出作品                           |
| ---------- | ---------------------- | ------------------------------------------------------ | ---------------------------------- |
| BA-JI      |                        |                                                        |                                    |
| 1996年     | 遊びに行こうよ         | U局系『J-ROCK ARTIST COUNT DOWN 50』エンディングテーマ | シングル「遊びに行こうよ」         |
| 1996年     | 青い風                 | TBS系『王様のブランチ』エンディングテーマ              | シングル「青い風」                 |
| BAJI-R     |                        |                                                        |                                    |
| 1998年     | 幸せになろう           | テレビ朝日系 深夜ドラマ『少年サスペンス』テーマソング  | シングル「幸せになろう」           |
| 1998年     | 熱愛のススメ           | TBS系『マガ不思議』エンディングテーマ                  | シングル「幸せになろう」           |
| 1998年     | 明日の地図             | JFN系「FM FESTIVAL '98」キャンペーンソング             | シングル「明日の地図」             |
| 1998年     | デリシャス!            | 「サンクス」CFソング                                   | シングル「明日の地図」             |
| 1998年     | 「愛してる」           | ロッテ「TOPPO」CFソング                                | シングル「愛してる」               |
| 1998年     | 「愛してる」           | テレビ東京系 『NEWSウェーブ615』オープニングテーマ     | シングル「愛してる」               |
| 1999年     | paradise               | 関東U局系『中央競馬ワイド中継』エンディングテーマ      | シングル「paradise」               |
| 1999年     | paradise               | 「フォード・エクスプローラー」CFソング                 | シングル「paradise」               |
| 1999年     | この道の遥か向こうには | テレビ朝日系『たけしの万物創世記』エンディングテーマ   | アルバム「R」                      |
| 2000年     | あぶく                 | 「エイブル」CFソング                                   | シングル「白い月のタンバリン」     |
| 中畑幾久子 |                        |                                                        |                                    |
| 1991年     | 恋のナースステーション | TBS系ドラマ『ナースステーション』挿入歌                | シングル「恋のナースステーション」 |